# Cahuapanas (distrito)
O distrito peruano de Cahuapanas é um dos seis distritos que formam a Província de Datem del Marañón, situada no Departamento de Loreto, pertencente a Região Loreto, Peru.

## Transporte
O distrito de Cahuapanas não é servido pelo sistema de estradas terrestres do Peru.